# Avions Mauboussin
Les Avions Mauboussin est un avionneur français spécialisé dans l'aviation légère, créé par Pierre Mauboussin et actif entre 1928 et 1939 (produits jusqu'en 1948 par Fouga). Les avions Mauboussin se sont distingués en décrochant des records mondiaux (PM X), par des raids longues distances (PM XI) ; les Corsaire (produits en série pour les aéroclubs) se sont illustrés aux mains de pilotes de renom (Hélène Boucher, Maryse Hilsz). 
Leurs avions se caractérisent par leurs excellentes performances aérodynamiques qui permettent de les équiper de moteurs de faible puissance (et donc avec une faible consommation) sans perdre en sécurité.
Les Avions Mauboussin est également un avionneur créé en 2011 par David Gallezot qui étudie des avions à moteur hybride et notamment à l'hydrogène.

## Histoire

### Collaboration avec Louis Peyret

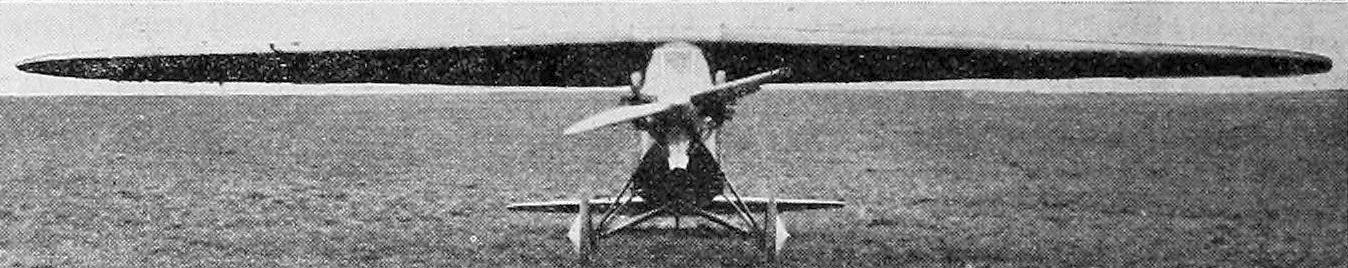
Type X

Dans les années 1920, Pierre Mauboussin, fils du joaillier du même nom conçoit un avion pendant son temps libre. Afin de compléter les études techniques nécessaires à l'homologation et d'en assurer la construction, il s'adresse à Louis Peyret, pionnier de l'aviation, qui dispose d'un atelier et réalise aussi bien ses propres créations que celles qui lui sont soumises. C'est le début des Avions Mauboussin ; les avions résultants de leur collaboration sont passés à la postérité en tant que Peyret-Mauboussin.
La période marque le début de l'aviation de tourisme, mettant en avant les questions de coût et de consommation. Avec le type X, Mauboussin cherche à construire un avion bon marché dont la faible puissance du moteur (ABC 34 ch) est compensée par de meilleures performances aérodynamiques. Construit à un seul exemplaire dans les ateliers de Peyret, l'avion remporte de nombreux records mondiaux.

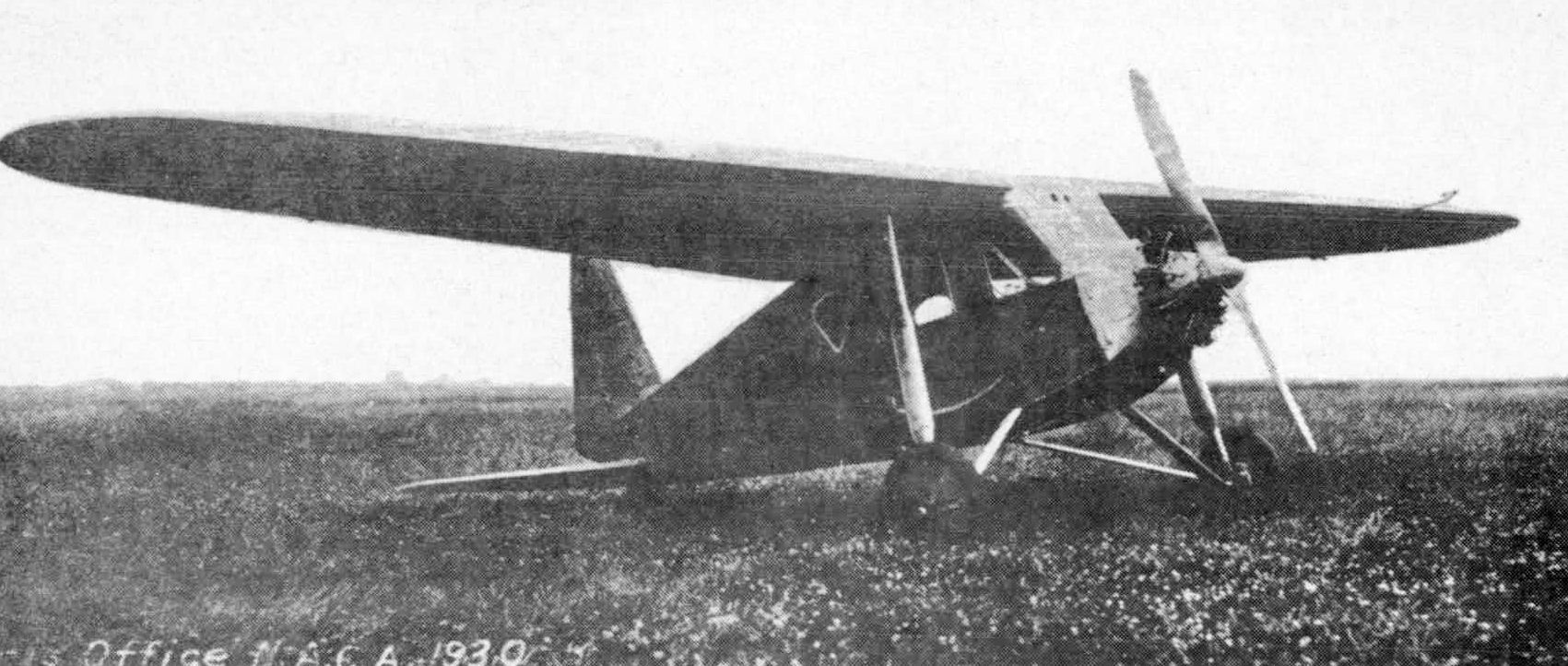
Type XI

Forts de ce succès, Mauboussin & Peyret dessinent en 1930 le type XI : une version biplace du type X. L'avion se fait connaître quand René Lefèbvre refait le grand voyage Paris-Madagascar (11,500 km aller-retour) qu'il venait de réaliser avec un Potez 36 (équipé d'une puissance bien supérieure). Il est construit à 2 exemplaires dans les ateliers Zodiac à Puteaux.

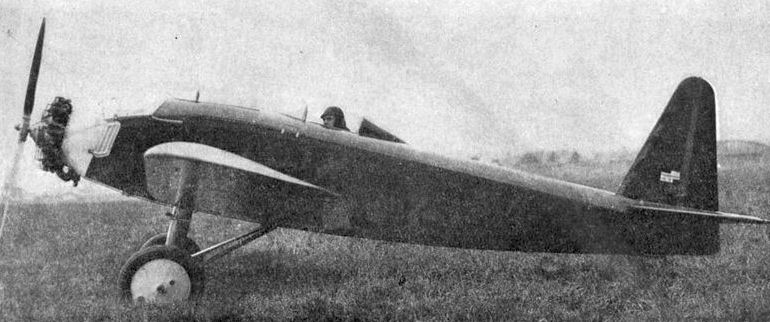
Type XII

Alors que les deux premiers modèles étaient des monoplans avec une aile haute faite d'un seul tenant, Peyret & Mauboussin conçoivent en 1931 le type XII une version aile basse qui reprend le même profil d'aile tout en améliorant son aérodynamisme (aile à double courbure façon aileron de requin). L'amélioration de l'aérodynamisme de cet avion lui permet d'avoir un excédent de puissance supérieur à ses prédécesseurs à moteur identique (Salmson 45 ch). Grâce à l'imbrication de l'aile dans la cellule, l'avion gagne 17% de poids à vide.
Comme pour ses prédécesseurs, l'aile est démontable afin de faciliter le transport de l'avion par la route. La cabine fermée, trop en avance sur son temps est abandonnée au profit d'un pilotage à l'air libre préférée par les clients car plus sportif. Il est également construit dans les ateliers Zodiac sous la supervision de Peyret.

### L'essor

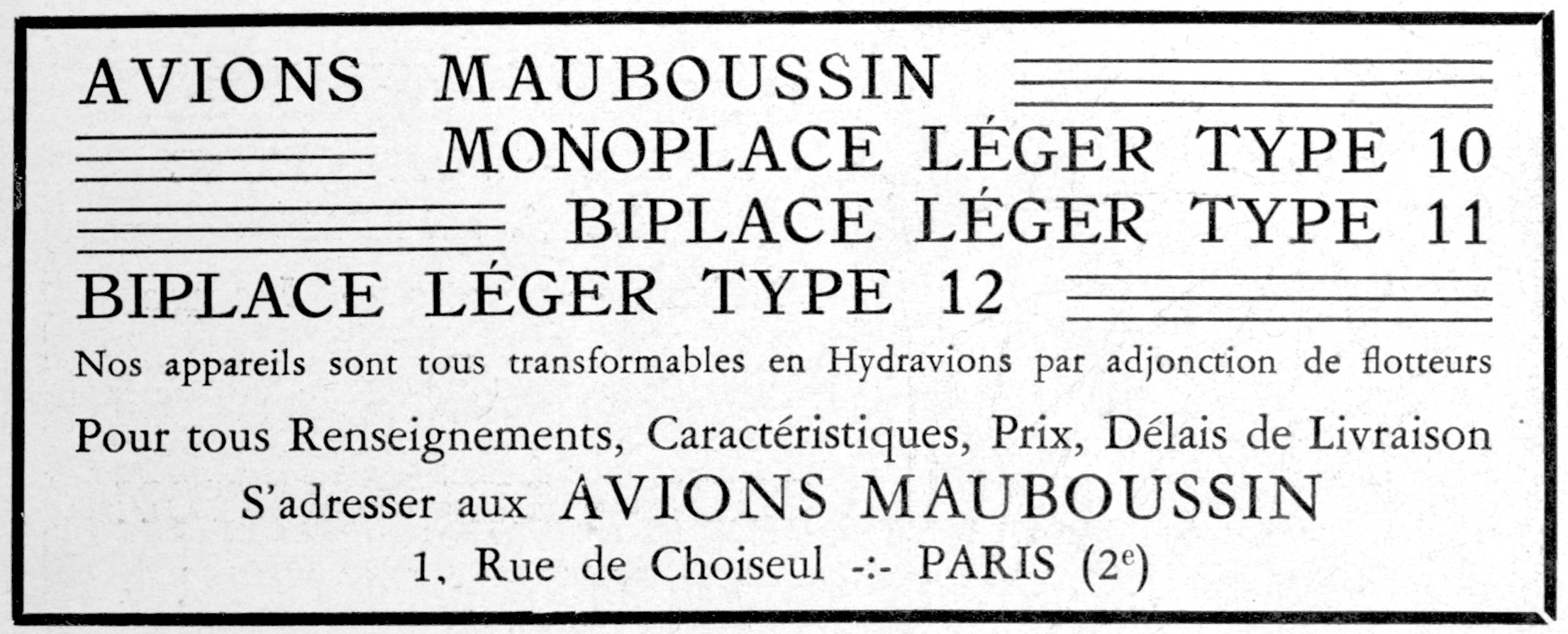
Publicité Avions Mauboussin (1931)

Le type XII, renommé M. 112 ou « Corsaire Minor » en 1932, est le modèle qui permet aux avions Mauboussin de rencontrer le succès commercial. Biplace avec double commande, il convient à la formation et au tourisme. Éligible aux primes pour l'aviation civile, le M.112 produit en petite série (6 exemplaires en comptant le type XII prototype). Il est rapidement proposés avec plusieurs motorisations : avec un Salmson 60 cv sous le nom de M. 120 dit « Corsaire » ; et avec un PobJoy 75 ch sous le nom de M. 121 dit « Corsaire Major ». Tous exposés sur le stand Zodiac du salon de 1932. Ils ont été produits à une vingtaine d'exemples (sous licence par les établissements Zodiac), dont 10 à la suite d'une commande du ministère de l'Air.

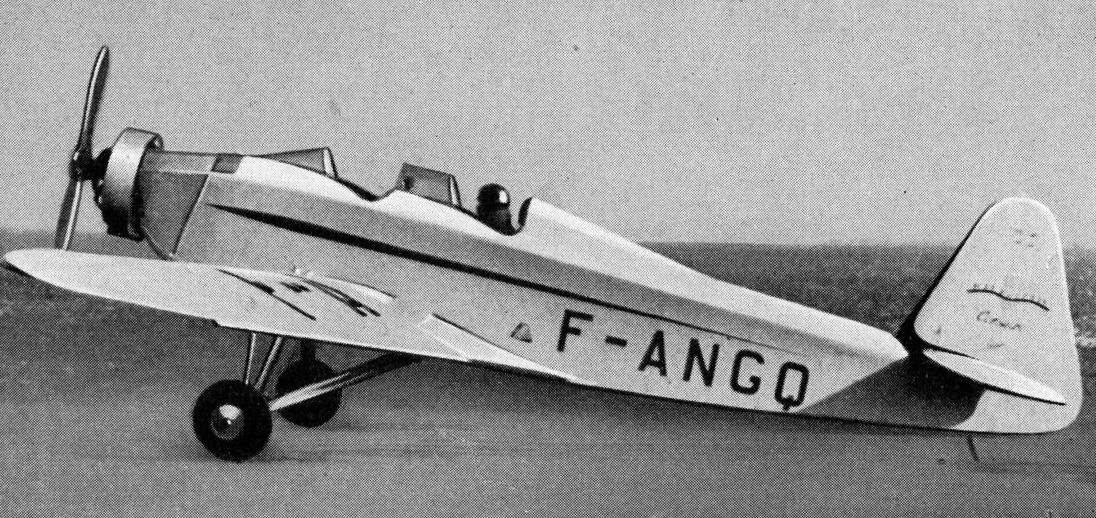
M. 120 - Corsaire

Le M.120 remporte quelques prix et records. L'été 1933, Hélène Boucher ayant détruit son avion, sollicite le prêt d'un Corsaire pour concourir aux Douze heures d'Angers (concours de distance sur circuit fermé pour biplace avec passager). N'ayant que quelques jours pour se familiariser avec l'avion, et choisissant de concourir avec un passager non pilote, elle réussit contre toute attente à terminer l'épreuve et se classe 14e (1er équipage féminin) avec un vol similaire à celui d'André Nicolle, pilote officiel des avions Mauboussin. Ayant conservé quelques semaines la garde de l'avion, Hélène Boucher bat le 2 août 1933 le record féminin d'altitude à 5,900 mètres.
En 1934, Pierre Mauboussin crée une SARL et s'associe avec le groupe Breguet pour faire fabriquer des Corsaires 45 ch par les ateliers Couzinet. Au salon de 1934, les avions Mauboussin sont exposés au stand Breguet. L'école de pilotage Mauboussin apparaît la même année à Orly.
La même année les moteurs Salmon font la mise au point de leur nouveau moteur 9 Aers 75 ch sur une cellule de corsaire. Avec ce prototype, référencé M. 122, Maryse Hirlz décroche le record féminin d'altitude à 7,338 mètres.

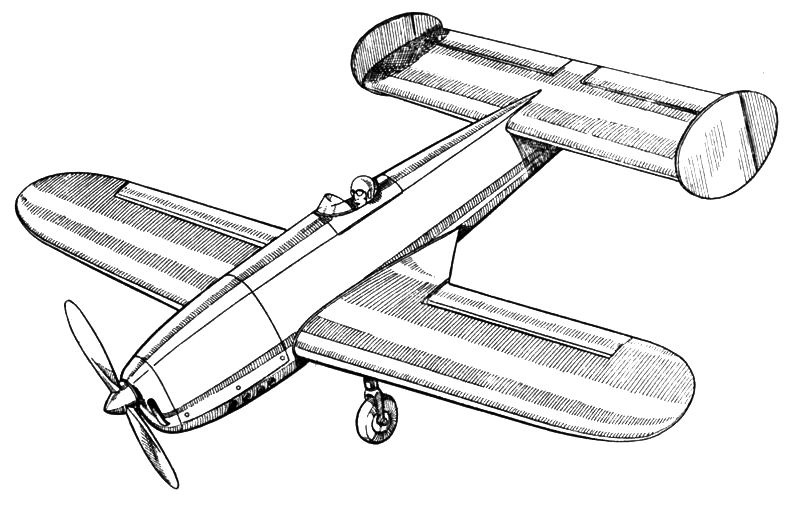
M. 40 - Hémiptère

En 1935, Pierre Mauboussin constitue un bureau d’étude (Louis Peyret est décédé en 1933) et propose dans le cadre de l’aviation populaire un avion aux formes originales : le M.40 Hémiptère,. Biplan aux ailes très décalées (au niveau du pilote et au niveau de la dérive) il vise la sécurité du pilote amateur (sa disposition le rend anti-vrilles). Trop éloignés des conventions et ne répondant pas aux exigences de l’aviation populaire, seul le prototype a été construit.
La même année, il propose le rouleur : un avion spécialement conçu pour le début de l'apprentissage du pilotage (plus pédagogique et moins cher que les avions réformés traditionnellement utilisés dans les écoles de pilotage). Les plans sont gracieusement mis à disposition des aéro-clubs qui souhaitent en entreprendre la construction.

### Association avec Fouga

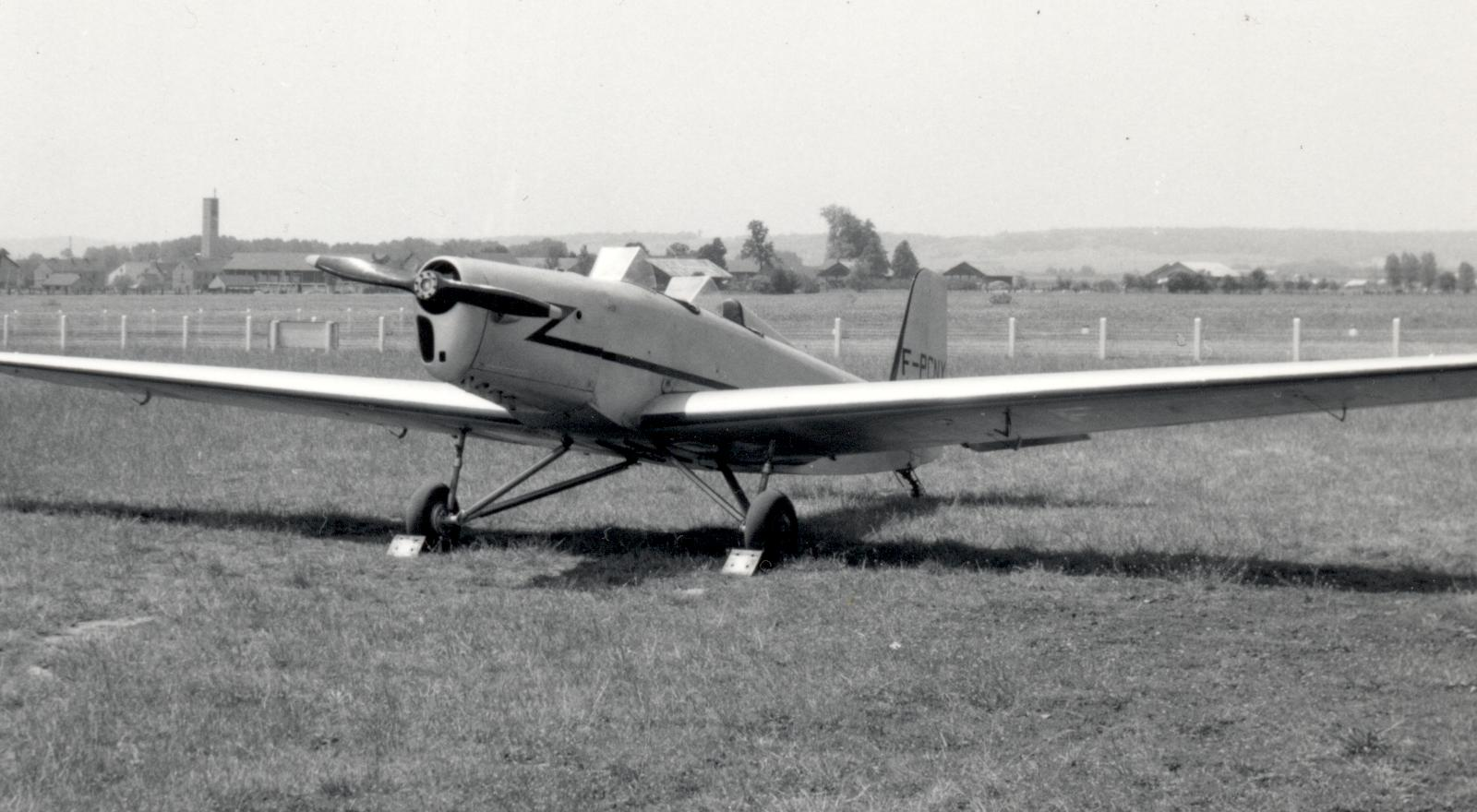
M.123 - Corsaire (variante Métalair)

Début 1936, les Établissements Fouga & Cie acquièrent la licence exclusive de fabrication des avions Mauboussin. D’un côté, Fouga, entreprise du secteur ferroviaire qui avait déjà tenté, sans succès, de se diversifier dans l’aviation apporte une usine à Aire-sur-l'Adour et des ouvriers spécialisés dans le travail du bois ; de l’autre Pierre Mauboussin trouve un atelier capable de produire en série ses Corsaires tout en conservant l’autonomie de son bureau d'étude parisien et ses services commerciaux. Mauboussin conserve également son école de pilotage à Orly dont il se sépare rapidement. En tant que constructeur d’avions civils, l’association Mauboussin-Fouga n’est pas concernée par les nationalisations de 1936.
Pour faciliter la production de série et répondre aux exigences imposées par le programme de l’aviation populaire, Mauboussin et son bureau d’étude font évoluer le M.120 pour donner le M.123 :
- améliorent les techniques de construction (remplacement des pièces à souder par des pièces fondues en alliage[24]) ;
- facilitent l’accès aux organes moteurs pour faciliter la maintenance[24] ;
- renforcent la structure de l’avion pour qu’il résiste mieux aux erreurs de pilotes débutants[24].

Les premiers exemplaires sont construits chez Fouga en 1937. 65 exemplaires sont construits en tout (dont une grande partie sur commande de l’état pour l’aviation populaire) à raison de 6 avions par mois. Le M.123 Corsaire est dérivé en plusieurs variantes dont une, le M.129 (1939) a été commandé par l’État pour l’aviation populaire.

### Autres études & prototypes
Portées par le succès du Corsaire et l’association avec les établissements Fouga, Pierre Mauboussin et son bureau d’étude réalisent de nombreuses études :  
- biplaces côte à côte d’apprentissage pour le brevet du 1er degré (M.160 « Vanneau ») et du 2e degré (M.190 « Busard ») de l’aviation populaire[24] ;
- monoplace pour le 3e degré (haute école) M.200 qui remporte en mai 1939 aux mains de Jean-Jacques l’Allemand les records mondiaux de vitesse sur 100 km et 200 km avec des vitesses moyennes de 274 km/h et 229 km/h[32] ;
- diverses variantes du M.123 : M.124, 125, 126 (avec un profil d’aile légèrement plus grand à 13,80 m2) et  M.127, 128, 129 avec le même profil que le M.123[33] ;
- avions d'affaires FM 260 « Elite » dérivé du M.190[33] ;
- avion de transport M.300 (6 passagers)[34] ;
- avion-cargo M.400 : biplan pouvant emporter 2,5 tonnes de fret dans une soute de 16 m2[35],[33].

La guerre cause la dispersion du bureau d’étude. L’usine d’Aire-sur-l'Adour étant située en zone libre, continue néanmoins son activité jusqu’en 1942 dans des conditions dégradées.
À la libération, Fouga termine les séries qui ont été interrompues par la guerre (M.125 et M.129) et produit en 1947/48 des prototypes étudiés en 1939 sans que cela ne débouche sur des commandes. Les Avions Mauboussin s’effacent au profit de Fouga : Pierre Mauboussin prend la direction du département Aviation et reconstitue un bureau d’étude avec les ingénieurs Robert Castello et Jacques Henrat de l’ancien bureau d’étude personnel Dewoitine,.

### Au XXIe siècle: renouveau des Avions Mauboussin
En 2011, l'ingénieur David Gallezot crée une société pour étudier des avions hybrides et reprend le nom Avions Mauboussin. En effet, il se reconnaît dans la philosophie de Pierre Mauboussin : un aérodynamisme soigné qui permet une motorisation économe. Les nouveaux Avions Mauboussin proposent 2 projets d'avion : l'Alérion M1h (biplace) et l'Alcyon M3c (avion de transport 6 places) tous deux avec un mode de propulsion hybride kérosène/électrique dans un premier temps puis hydrogène/électrique (appelé Zéphyr) dans un second temps.

## Avions
- Type X (dit Peyret-Mauboussin X) (1928) : monoplan aile haute avec une cabine fermée
- Type XI (dit Peyret-Mauboussin XI) (1930) : monoplan aile haute avec une cabine fermée
- Type XII/Mauboussin 112 « Corsaire Minor » (1931) : monoplan aile basse
- Mauboussin 120 « Corsaire » (1932) : monoplan aile basse (série)
- Mauboussin 40 « Hémiptère » (1932) : biplan avec ailes décalées
- Mauboussin 123 « Corsaire » (1932) : monoplan aile basse (série)

- Mauboussin 129
- Mauboussin 160 « Vanneau » (1938) : avion école pour le 1er degré (études)
- Mauboussin 190 « 'Busard » (1938) : avion école pour le 2e degré (études)
- Mauboussin Hydravion 190 « Adour » (1938) : hydravion école pour le 2e degré (études)
- Mauboussin 200 (1939) : avion d’entrainement (3e degré)
- Mauboussin 260 (1937) : avion d’affaires (études)
- Mauboussin 300 (1939) : avion de transport biréacteur (1er vol en 1948) (études)
- Mauboussin 400 (1939) : avion cargo biplan (études)

Source : « Liste des Avions Pierre Mauboussin (1927-1940) », (Liron 1967, 11e partie) [lire en ligne]

## Pilotes d'essai
- Charles Fauvel (type X & XII)
- André Nicolle (chef pilote de 1932 à 19**)
- Pierre Brévier
- Jean-Jacques l’Allemand